# Lucette Descaves
Pour les articles homonymes, voir Descaves.
Lucette Descaves (Paris, 1er avril 1906 – Versailles, 15 avril 1993,), née Hélène Lucette Descaves, est une pianiste et pédagogue française.

## Biographie

### Formation
Lucette Descaves est la fille du commissaire de police Eugène Descaves (dont le frère est l'écrivain Lucien Descaves) et la filleule de Camille Saint-Saëns. Suzanne Valadon est par ailleurs une amie de la famille. 
Le père de Lucette affiche un goût prononcé pour la peinture. Il rencontre les jeunes peintres de l'école de Paris, tels Vlaminck, Picasso ou encore Modigliani, qu'il est l'un des premiers à découvrir, et constitue une collection à l'époque où la cote de ces artistes est au plus bas. Derain peint son portrait et Picasso dédicace un arlequin à Lucette, tout comme Utrillo, un poème, quelques années plus tard.
Encouragée par sa mère, elle étudie le piano dès l'âge de sept ans. À dix ans, en 1916, alors que Gabriel Fauré en est le directeur, elle entre au Conservatoire de musique et de déclamation à Paris dans la classe de Marguerite Long, qui la considérait comme son héritière spirituelle, puis ultérieurement dans celle d'Yves Nat.

### Carrière
Ayant obtenu son premier prix en 1923, elle est chargée de la classe préparatoire. Pendant les années de guerre, elle a notamment pour élève le jeune Michel Legrand, qui, symboliquement, lui demandera d'apparaître en 1988 dans la scène du jury de piano de son film autobiographique Cinq Jours en Juin. Par la suite, elle devient également l'assistante d'Yves Nat, puis reprend une classe comme professeur de piano en 1947. Jusqu'en 1976, sortiront de sa classe plusieurs générations de premiers prix. Parmi ses élèves, figurent Michel Legrand, Pierre Vozlinsky, Bruno Fabius, Monique Barabino, Myriam Birger, Olivier Greif, Brigitte Engerer, Bruno Rigutto, Katia et Marielle Labèque, Jean-Yves Thibaudet,, Pascal Rogé, Nathalie Béra-Tagrine, Géry Moutier, Caroline Assier, Jean-Claude Pennetier, Jacques Boisgallais, Catherine Joly, Georges Pludermacher, Patrick Zygmanowski, Minou Drouet,, Alain Jacquon et Marie-Bénédicte Lavoine.
À sa retraite du CNSM, elle poursuivra son activité d'enseignante au conservatoire de Rueil-Malmaison, dirigé par un de ses anciens élèves, Jacques Taddei. 
Parallèlement à son activité pédagogique, elle mène une carrière de concertiste sous la direction de chefs d'orchestre tels que Philippe Gaubert, Charles Munch, Pierre Dervaux et André Cluytens. Elle consacre une grande partie de son répertoire aux compositeurs de son temps : elle a joué et créé des œuvres concertantes de Pierné, Vierne, Arrieu, Tomasi (Cyrnos), Martinů (Concerto, Tre Ricercari avec Monique Haas)… Elle travaille les œuvres pour piano d'Albert Roussel et d'Arthur Honegger avec les compositeurs, avant de les enregistrer sur microsillon. Elle répète le troisième concerto de Prokofiev avec le musicien et le joue en sa présence aux Concerts Poulet, le 25 octobre 1931. Elle croise également Stravinsky. Mais elle demeure surtout la créatrice des Cinq danses rituelles (15 juin 1942) et du Concerto pour piano, à la première audition mouvementée (juin 1951), d'André Jolivet. Elle rejouera cette œuvre plus de cent fois, notamment sous forme de ballet. Elle est également la créatrice du Concerto pour piano de Jean Rivier (1954).
Mariée tout d'abord en 1932 au chef d'orchestre et pianiste Georges Truc (décédé en 1941), directeur artistique de Pathé-Marconi, elle épouse en secondes noces en 1967 le chef d'orchestre Louis Fourestier.

## Éditeur et écrit
- Un nouvel art du piano : exposés et documentation de pédagogie pianistique, Paris, Fayard, 1966, 343 p. (OCLC 5260470) Éd. révisée : Billaudot, 1978 et 1990 (BNF 63481398), (BNF 36184932).

En tant qu'éditrice
- Technique des gammes arpèges tenues et accords pour le piano (Billaudot) (OCLC 717182923)
- Nouvelle méthode Le Couppey (années 1950, Billaudot) (OCLC 496920178)
- Série de recueils intitulés : Les contemporains : pièces faciles pour le piano (années 1950 chez Billaudot) Avec des pièces de Jacques Chailley, Alain Roizenblat, Maurice Thiriet,  Henri Sauguet, Marcel Bitsch, Daniel Lesur, Pierre Revel, Noël Gallon, Henri Dutilleux, Henri Tomasi, Olivier Alain, Tony Aubin…
- Série de recueils intitulés : Nouveaux musiciens : pièces de difficultés progressives pour le piano (années 1960, chez Choudens)
- Approche de l'écriture contemporaine au piano (Billaudot) (OCLC 943366098)

## Discographie
- Debussy, Feux d'artifice (extr. Préludes livre II) (24 juillet 1941, 78t La voix de son maître DB5192)[11]
- Franck, Sonate pour violon et piano - William Cantrelle, violon (6 novembre 1928, 78t La Voix de son maître)[11]
- Honegger, L'intégrale pour piano (1957, LP Versailles MEDX-12004)
- Jolivet, Concerto pour piano - Orchestre symphonique de la radio de Strasbourg, dir. Ernest Bour (concert 1966, Archives de l'INA/Solstice) (OCLC 659165116 et 811645483)
- Jolivet, Concerto pour piano - Orchestre du Théâtre des Champs-Élysées, dir. Ernest Bour (1958, LP Westminster / Ducretet Thomson 255 C 0 57)[12] (OCLC 9425442)
- Ravel, Trio en la mineur pour piano, violon et violoncelle - Jean Pasquier, violon ; Étienne Pasquier, violoncelle (1954, Erato 5050466-6981-2) (OCLC 658715059)
- Ravel, Jeux d'eau (5 octobre 1940, 78t La Voix de son maître DB5192)[11]
- Roussel, L'intégrale pour piano (LP Versailles MEDX-12011/12)[13]
- Schumann, Quintette avec piano, op. 44 (18 mars 1941, 78t La Voix de son maître DB5138)[11]

Au sein de compilations
- Pierné, Étude de concert, op. 13 ("Women at the piano vol. 1" Naxos "Historical") (OCLC 78924585)